# Diptere
Dipterele (Diptera; din greacă: di = doi, două, și pteron = aripă) este un ordin de insecte.
Ordinul Diptera este un ordin mare de insecte, cuprinzând un număr estimat de peste 240.000 de specii, deși doar aproximativ jumătate dintre acestea au fost studiate și descrise (circa 120.000 de specii) conform estimării autorilor B. M. Wiegmann & D. K. Yeates. Diptera este unul dintre cele mai importante ordine de insecte atât în termeni ecologici cât și medical, respectiv ecologic. Dintre acestea fac parte, muștele, tăunii și țânțarii. Membrii ordinului sunt extrem de importanți datorită rolului lor în transmiterea unor maladii așa cum sunt malaria și febra galbenă.

## Caractere specifice
Dipterele au o singură pereche de aripi dezvoltate. Capul insectelor adulte are o pereche de ochi mari, un număr variabil de oceli și o pereche de antene. Aparatul bucal este conformat pentru supt sau pentru supt și înțepat. După conformația antenelor, dipterele se împart în brahicere (cu antene scurte alcătuite din câte trei articole) și nematocere (cu antene lungi alcătuite din minim două articole).
Înmulțirea dipterelor se face prin metamorfoză completă.

## Clasificarea dipterelor
După ITIS
| Regn     | Încrengătură | Subâncrengătură | Clasă   | Subclasă  | Infraclasă | Ordin   | Subordin   |
| 1        | 2            | 3               | 4       | 5         | 6          | 7       | 8          |
| Animalia | Arthropoda   | Hexapoda        | Insecta | Pterygota | Neoptera   | Diptera | Brachycera |
| Animalia | Arthropoda   | Hexapoda        | Insecta | Pterygota | Neoptera   | Diptera | Nematocera |
| -------- | ------------ | --------------- | ------- | --------- | ---------- | ------- | ---------- |

Din ordinul dipterelor fac parte:
- muștele
- țânțarii
- tăunii

## Vezi și
- Lista familiilor din ordinul Diptera

### Galerie

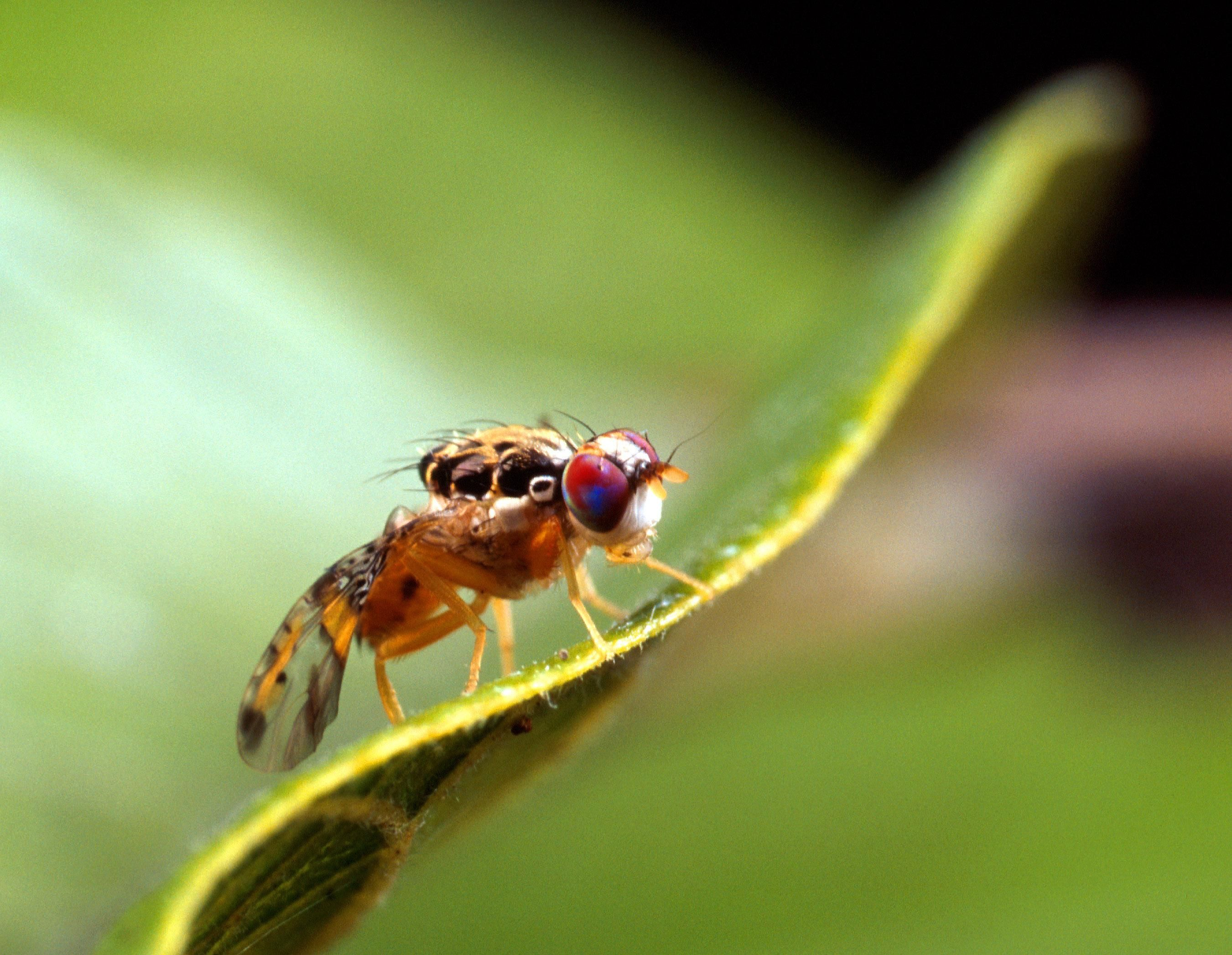
Ceratitis capitata, "musca de fructe mediteraneană"
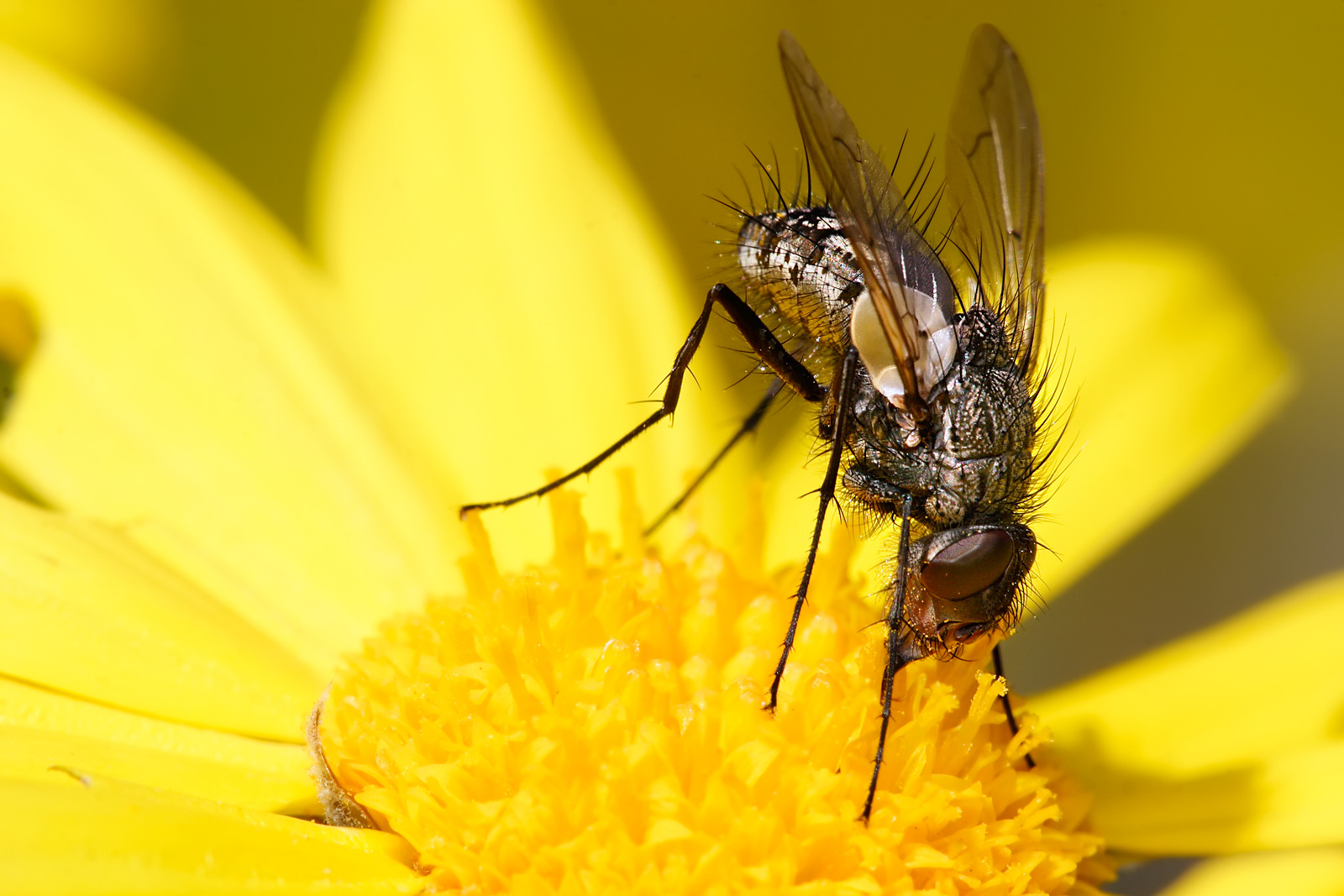
Tachinidae
Muscă
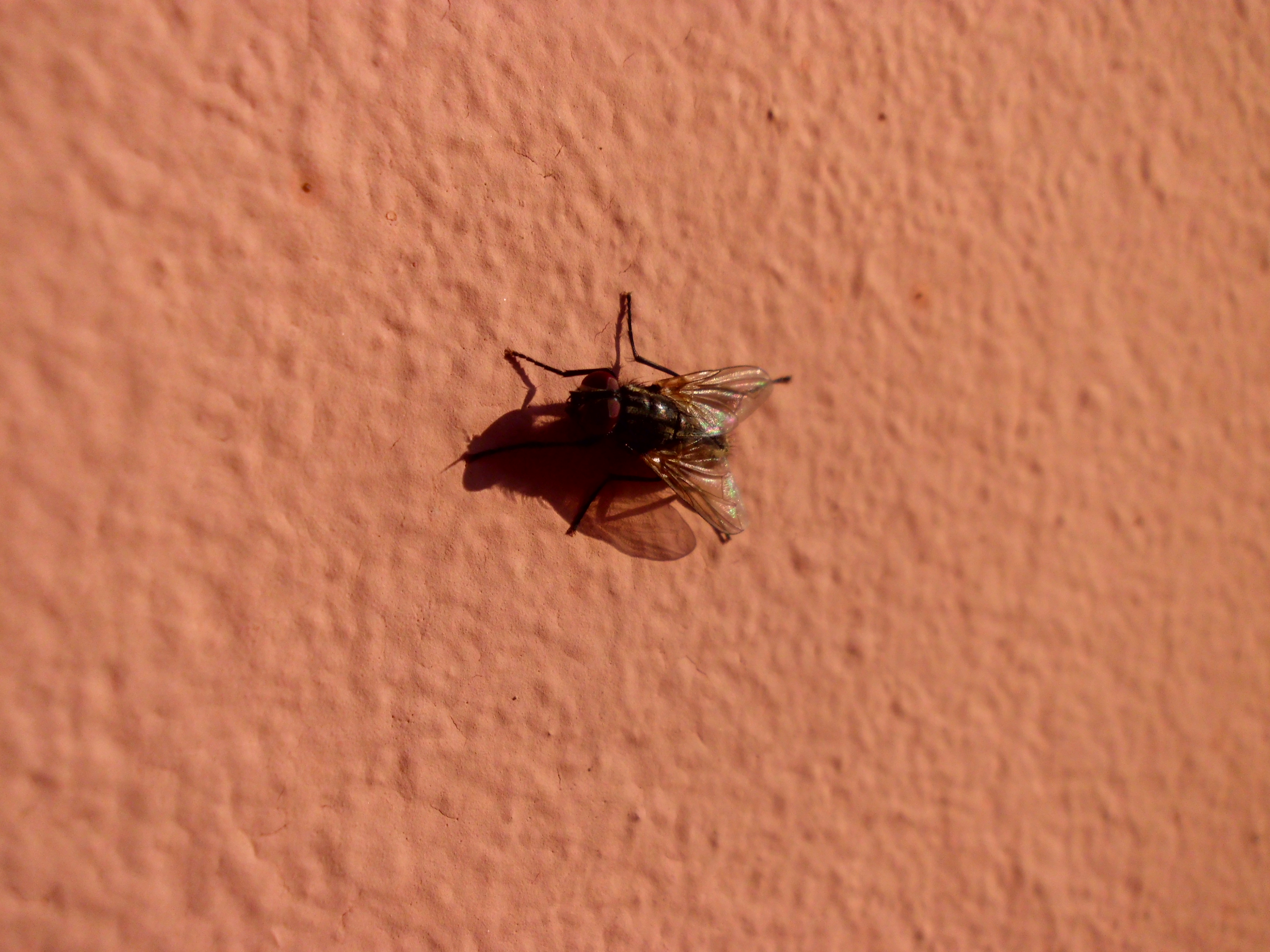
Musca de casă

### Biologie
- Harold Oldroyd The Natural History of Flies. New York: W. W. Norton. 1965.
- Eugène Séguy Diptera: recueil d'etudes biologiques et systematiques sur les Dipteres du Globe (Collection of biological and systematic studies on Diptera of the World). 11 vols. Text figs. Part of Encyclopedie Entomologique, Serie B II: Diptera. 1924–1953.
- Eugène Seguy. La Biologie des Dipteres 1950. pp. 609. 7 col + 3 b/w plates, 225 text figs.

### Clasificare
- Brown, B.V., Borkent, A., Cumming, J.M., Wood, D.M., Woodley, N.E., and Zumbado, M. (Editors) 2009 Manual of Central American Diptera. Volume 1 NRC Research Press, Ottawa ISBN 978-0-660-19833-0
- Colless, D.H. & McAlpine, D.K.1991 Diptera (flies), pp. 717–786. In: The Division of Entomology. Commonwealth Scientific and Industrial Research Organisation, Canberra (spons.), The insects of Australia.Melbourne Univ. Press, Melbourne.
- Griffiths, G.C.D. The phylogenetic classification of Diptera Cyclorrhapha, withspecial reference to the structure of the male postabdomen. Ser. Ent. 8, 340 pp. [Dr. W. Junk, N. V., The Hague] (1972).
- Willi Hennig Die Larvenformen der Dipteren. 3. Teil. Akad.-Verlag, Berlin. 185 pp., 3 pls. 1948
- Willi Hennig (1954) Flugelgeader und System der Dipteren unter Berucksichtigung der aus dem Mesozoikum beschriebenen Fossilien. Beitr. Ent. 4: 245-388 (1954).
- F. Christian Thompson. „Sources for the Biosystematic Database of World Diptera (Flies)” (PDF). United States Department of Agriculture, Systematic Entomology Laboratory. Arhivat din original (PDF) la 18 septembrie 2015. Accesat în 19 martie 2014.
- Willi Hennig: Diptera (Zweifluger). Handb. Zool. Berl. 4 (2 ) (31):1–337. General introduction with key to World Families. In German.

### Evoluție
- Blagoderov, V.A., Lukashevich, E.D. & Mostovski, M.B. 2002. Order Diptera. In: Rasnitsyn, A.P. and Quicke, D.L.J. The History of Insects, Kluwer Publ., Dordrecht, Boston, London, pp. 227–240.